# مطار جغدلبور
مطار جغدلبور (إياتا: JGB) هو مطار محلي يقع بالقرب من جغدلبور ‏ في ولاية تشهاتيسجاره الهندية، أجرت هيئة مطارات الهند (AAI) دراسة ما قبل الجدوى في يوليو 2013 لتطوير المطار.

## روابط خارجية
- Airport information for VE46 at World Aero Data. Data current as of October 2006. البيانات الحالية اعتبارا من أكتوبر 2006.